# أرومة دبقية
الأَرُومَة الدِبْقِيَّة أو الجَذعة الدِبْقِيَّة (بالإنجليزية: Glioblast)‏ هي إحدى أنواع الخلايا المُشتقة من الأديم الظاهر العصبي ولديها القُدرة على التمايز إلى عدد من أنواع الخلايا الدبقية المُختلفة. تتمايز الأرومة الدبقية إلى خلية نجمية وخلية دبقية قليلة التغصن.